# Myonanthus bankamensis
Myonanthus bankamensis är en havsanemonart som beskrevs av Oscar Henrik Carlgren 1928. Myonanthus bankamensis ingår i släktet Myonanthus och familjen Actiniidae. Inga underarter finns listade i Catalogue of Life.